# Bugsy Malone
Bugsy Malone és una pel·lícula britànica dirigida per Alan Parker, estrenada el 1976.
Es tracta d'una paròdia de la màfia interpretada exclusivament per nens. Jodie Foster, de tretze anys, hi té el seu primer gran paper cinematogràfic.

## Argument
Dues bandes rivals s'enfronten per a la possessió d'una arma temible.

## Repartiment
- Jodie Foster: Tallulah
- Scott Baio: Bugsy Malone
- Florrie Dugger: Blousey
- John Cassidi: Fat Sam
- Michael Jackson: Razamataz